# Перекрёстный огонь (фильм, 2014)
«Перекрестный огонь» (англ. Bad Country; 2014) — боевик, повествует о борьбе полиции с преступным синдикатом. В главных ролях снялись Уиллем Дефо, Мэтт Диллон и Эми Смарт. В титрах фильма заявлено, что он снят по реальным событиям.

## Сюжет
Действие фильма происходит в Батон-Руже (штат Луизиана) в 1983 году. Детектив Бад Картер арестовывает Джесси Вейланда, матёрого преступника, работающего на местный преступный синдикат. Вейланд осознаёт, что вновь попав в тюрьму, он потеряет свою семью (тем более накануне рождения первого ребёнка), и решает довериться Картеру, став его информатором в обмен на гарантии защиты для него и семьи.

## В ролях
| Актёр             | Роль           |
| ----------------- | -------------- |
| Уиллем Дефо       | Бад Картер     |
| Эми Смарт         | Линн Вейланд   |
| Мэтт Диллон       | Джесси Вейланд |
| Кристофер Маркетт | Фитч           |
| Том Беренджер     | Лютин          |
| Нил Макдонаф      | Кирси          |
| Дж.Д. Эвермор     | Капитан Мерфи  |
| Кристофер Денхам  | Томми Вейланд  |
| Кевин Чэпмен      | Моррис         |
| Билл Дьюк         | Нокс           |